# Cuib artificial

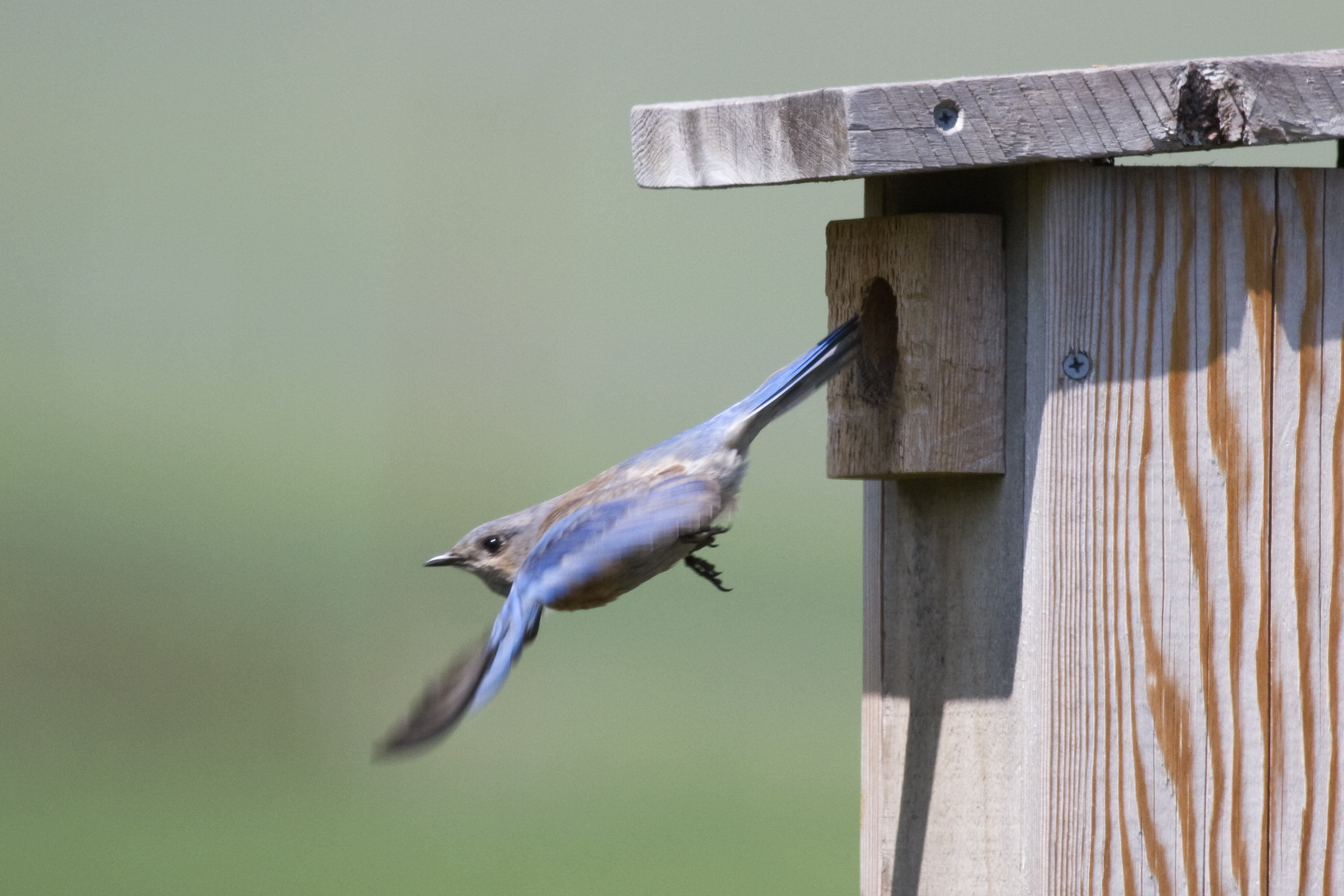

Cuibul artificial este o cutie construită sau amenajată de om în care animalele  (mai ales păsările) își fac cuibul propriu. Cuiburile artificiale sunt de mai multe tipuri, mai complicate sau mai simplu alcătuite. Ele sunt destinate în special păsărilor care cuibăresc în scorburi, adică pițigoilor, țiclenilor dar și muscarilor, codroșilor, graurilor, vrăbiilor. În construirea cuiburilor artificiale nu se întrebuințeze materiale prefabricate de tipul PAL, PFL, carton presat, etc. Ele trebuie făcute din scânduri de brad, pin sau molid care își păstrează particularitățile naturale, sunt mai rezistente fată de factorii de mediu (soare, vânt, ploaie, ceață, burniță, îngheț, etc) și sunt ușor acceptate de păsări.  Scândurile trebuie să fie de 10 sau 20 mm grosime, lemnul nu trebuie să fie geluit ci aspru, așa cum rezultă din tăierea brută. După asamblare cuibul artificial este protejat împotriva învechirii precoce prin pensulare cu firnis, lac incolor pentru ambarcațiuni sau lac de protecție șarpantelor. Pentru evitarea prăbușirii cuibului prin ruginirea cuielor, acestea vor fi tratate în prealabil cu deruginol.